# 47 Millionaires
47 Millionaires è un singolo del gruppo musicale folk e indie rock 77 Bombay Street, il primo estratto dal primo album studio Up in the Sky. È stato pubblicato nel 2010.

## Tracce
CD e iTunes
1. 47 Millionaires - 3:37

## Formazione
- Matt Buchli - voce, chitarra acustica
- Joe Buchli - chitarra elettrica
- Simri-Ramon Buchli - basso
- Esra Buchli - batteria